# Équipe d'Argentine de football à la Coupe du monde 1930
L'équipe d'Argentine de football est finaliste de la Coupe du monde de football de 1930.

## Joueurs et encadrement

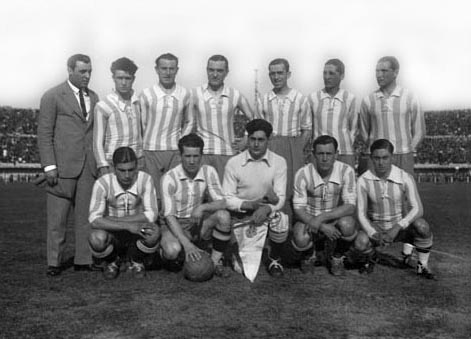
L'équipe d'Argentine avant le match contre le Mexique.

## Compétition

### Premier tour

#### Argentine-France
| 15 juillet 1930                     | Argentine | 1 – 0   | France | Estadio Gran Parque Central (Montevideo)       |                                                |
| 16 h 00 · Historique des rencontres | Monti 81e | (0 - 0) | | Spectateurs : 23 409 Arbitrage : Gilberto Rêgo | Spectateurs : 23 409 Arbitrage : Gilberto Rêgo |
| 16 h 00 · Historique des rencontres | Rapport |         | | Spectateurs : 23 409 Arbitrage : Gilberto Rêgo | Spectateurs : 23 409 Arbitrage : Gilberto Rêgo |
| 16 h 00 · Historique des rencontres | Bossio - Della Torre, Muttis - J. Evaristo, Monti, Suárez - Perinetti, Varallo, Ferreira , Cherro, M. Evaristo | Équipes | Thépot - Capelle, Mattler - Chantrel, Pinel, Villaplane - Libérati, Delfour, Maschinot, L. Laurent, Langiller | Spectateurs : 23 409 Arbitrage : Gilberto Rêgo | Spectateurs : 23 409 Arbitrage : Gilberto Rêgo |

#### Argentine-Mexique
| 19 juillet 1930                     | Argentine | 6 – 3   | Mexique | Stade Centenario (Montevideo)                   |                                                 |
| 15 h 00 · Historique des rencontres | Stábile 8e, 17e, 80e · Zumelzú 12e, 55e · Varallo 53e                                                             | (3 - 1) | 42e (pen.), 65e M. Rosas · 75e Gayón                                                                                           | Spectateurs : 42 100 Arbitrage : Ulises Saucedo | Spectateurs : 42 100 Arbitrage : Ulises Saucedo |
| 15 h 00 · Historique des rencontres | Rapport |         | | Spectateurs : 42 100 Arbitrage : Ulises Saucedo | Spectateurs : 42 100 Arbitrage : Ulises Saucedo |
| 15 h 00 · Historique des rencontres | Bossio - Della Torre, Paternoster - Chividini, Zumelzú , Orlandini - Peucelle, Varallo, Stábile, Demaría, Spadaro | Équipes | Bonfiglio - R. Garza Gutiérrez , M. Rosas - Olivares, Sánchez, Rodríguez - F. Garza Gutiérrez, F. Rosas, López, Gayón, Carreño | Spectateurs : 42 100 Arbitrage : Ulises Saucedo | Spectateurs : 42 100 Arbitrage : Ulises Saucedo |

#### Argentine-Chili
| 22 juillet 1930                     | Argentine | 3 – 1   | Chili | Stade Centenario (Montevideo)                  |                                                |
| 14 h 45 · Historique des rencontres | Stábile 12e, 13e · M. Evaristo 51e                                                                                     | (2 - 1) | 15e Subiabre                                                                                                   | Spectateurs : 41 459 Arbitrage : John Langenus | Spectateurs : 41 459 Arbitrage : John Langenus |
| 14 h 45 · Historique des rencontres | Rapport |         | | Spectateurs : 41 459 Arbitrage : John Langenus | Spectateurs : 41 459 Arbitrage : John Langenus |
| 14 h 45 · Historique des rencontres | Bossio - Della Torre, Paternoster - J. Evaristo, Monti, Orlandini - Peucelle, Varallo, Stábile, Ferreira , M. Evaristo | Équipes | Cortés - Chaparro, Morales - A. Torres, Saavedra , C. Torres - Arellano, Subiabre, Villalobos, Vidal, Aguilera | Spectateurs : 41 459 Arbitrage : John Langenus | Spectateurs : 41 459 Arbitrage : John Langenus |

#### Classement
| Rang | Équipe    | Pts | J | G | N | P | Bp | Bc | Diff |  | Résultats (▼ dom., ► ext.) |  |     |     |     |
| ---- | --------- | --- | - | - | - | - | -- | -- | ---- |  | -------------------------- |  | --- | --- | --- |
| 1    | Argentine | 6   | 3 | 3 | 0 | 0 | 10 | 4  | +6   |  | Argentine                  |  | 3-1 | 1-0 | 6-3 |
| 2    | Chili     | 4   | 3 | 2 | 0 | 1 | 5  | 3  | +2   |  | Chili                      |  |     | 1-0 | 3-0 |
| 3    | France    | 2   | 3 | 1 | 0 | 2 | 4  | 3  | +1   |  | France                     |  |     |     | 4-1 |
| 4    | Mexique   | 0   | 3 | 0 | 0 | 3 | 4  | 13 | -9   |  | Mexique                    |  |     |     |     |

### Demi-finale
| 26 juillet 1930                     | Argentine | 6 – 1   | États-Unis                                                                                         | Stade Centenario (Montevideo)                  |                                                |
| 14 h 45 · Historique des rencontres | Monti 20e · Scopelli 56e · Stábile 69e, 87e · Peucelle 80e, 85e                                                          | (1 - 0) | 89e Brown                                                                                          | Spectateurs : 72 886 Arbitrage : John Langenus | Spectateurs : 72 886 Arbitrage : John Langenus |
| 14 h 45 · Historique des rencontres | Rapport |         | | Spectateurs : 72 886 Arbitrage : John Langenus | Spectateurs : 72 886 Arbitrage : John Langenus |
| 14 h 45 · Historique des rencontres | Botasso - Della Torre, Paternoster - J. Evaristo, Monti, Orlandini - Peucelle, Scopelli, Stábile, Ferreira , M. Evaristo | Équipes | Douglas - Wood, Moorhouse - Gallagher, Tracey, Brown - Gonsalves, Florie , Patenaude, Auld, McGhee | Spectateurs : 72 886 Arbitrage : John Langenus | Spectateurs : 72 886 Arbitrage : John Langenus |

### Finale
| 30 juillet 1930                     | Uruguay                                         | 4 – 2   | Argentine                  | Stade Centenario (Montevideo)                                        |                                                                      |
| 15 h 30 · Historique des rencontres | Dorado 12e · Cea 57e · Iriarte 68e · Castro 90e | (1 - 2) | 20e Peucelle · 37e Stábile | Spectateurs : 68 346 · Arbitrage : John Langenus · Photos du match · | Spectateurs : 68 346 · Arbitrage : John Langenus · Photos du match · |
| 15 h 30 · Historique des rencontres | Rapport                                         |         |                            | Spectateurs : 68 346 · Arbitrage : John Langenus · Photos du match · | Spectateurs : 68 346 · Arbitrage : John Langenus · Photos du match · |

|  | Joueurs : G Enrique Ballestero D Ernesto Mascheroni D José Nasazzi M José Andrade M Lorenzo Fernández M Pelegrín Gestido A Pablo Dorado A Héctor Scarone A Héctor Castro A José Cea A Santos Iriarte Entraîneur : Alberto Suppici Adjoint technique : Pedro Arispe | Finale de la Coupe du monde 1930 |  | Joueurs : G Juan Botasso D José Della Torre D Fernando Paternoster M Juan Evaristo M Luis Monti M Pedro Suárez A Carlos Peucelle A Francisco Varallo A Guillermo Stábile A Manuel Ferreira A Mario Evaristo Entraîneur : Francisco Olazar Adjoint technique : Juan José Tramutola |